# قيمة عامة
القيمة العامة تكافئ القيمة المضافة لحاملي الأسهم في الإدارة العامة. ويمكن الإشارة إلى القيمة العامة على أنها مبدأ تنظيمي في منظمات القطاع العام، من خلال التركيز في السياق الذي يمتلك فيه الموظفون كل على حدة الحرية للالتزام بالأفكار الجديدة واقتراحها فيما يتعلق بكيفية تحسين العمل في المنظمة، وذلك فيما يتعلق بالكفاءة أو الخدمات. ويجب على المنظمات العامة التي تهدف إلى استخدام القيمة العامة كمبدأ خلق ثقافة مشتركة يمكن من خلالها مكافأة الموظفين على سعيهم لتحقيق قيمة عامة تمامًا كما تتم المكافأة على السعي نحو تحقيق قيمة مضافة لحاملي الأسهم في الشركات الخاصة.

## المنشأ
تم اختراع هذا المصطلح والمفهوم على يد البروفيسور مارك إتش مور المدرس في هارفارد، والذي نشر كتابًا حول هذا الموضوع، تحت عنوان خلق الإدارة الإستراتيجية القائمة على القيمة العامة في الحكومة (Creating Public Value Strategic Management in Government) في عام 1995.

## التعريفات
القيم العامة هي تلك القيم التي توفر الإجماع المعياري حول (1) الحقوق والامتيازات والصلاحيات التي يحق للمواطنين (أو لا يحق لهم) الاستفادة منها، و (2) التزامات المواطنين تجاه المجتمع والدولة وتجاه بعضهم البعض، و (3) المبادئ التي يجب أن تعتمد عليها الحكومات والسياسات.
Bozeman, 2007
القيمة العامة هي عبارة عن قيمة يتم منحها للعامة. والقيمة التي يتم منحها للعامة تكون نتيجة للتقييمات المتعلقة بالكيفية التي تتأثر بها الاحتياجات الأساسية للأفراد والمجموعات والمجتمع ككل في العلاقات التي تشتمل على العامة. وبالتالي، فإن القيمة العامة كذلك عبارة عن قيمة يتم الحصول عليها من العامة، أي يتم «أخذها» من العامة. فالعامة هم مصدر خيال تشغيلي لا يمكن التخلي عنه للمجتمع. ويمكن وصف أي تأثير على التجربة المشتركة المتعلقة بجودة العلاقة بين الفرد والمجتمع على أنها خلق للقيمة العامة. ويظهر خلق القيمة العامة في العلاقات بين الأفراد والمجتمع، والتي تنشأ لدى الأفراد، ويتم تشكيلها من خلال التقييمات الموضوعية مقابل احتياجات أساسية، ويتم تنشيطها من خلال حالات التحفيز العاطفي وإدراكها فيها، ويتم إنتاجها وإعادة إنتاجها في الممارسات التي تعتمد على الخبرات الكثيفة.
Meynhardt, 2009
يساوي التعريف المتبقي النجاح الإداري في القطاع العام، مع بدء وإعادة تشكيل مشروعات القطاع العام بطرق تساعد على زيادة قيمتها لدى العامة سواء على المدى القريب أو على المدى البعيد.
Moore, 1995
وبالتالي، فإن القيمة العامة عبارة عن النظرة المجمعة للعامة حول ما يعتبرونه ذا قيمة كبيرة.
Talbot, 2006

## الاستخدامات
في البداية، تم تبني المفهوم من خلال الأكاديميين وفرق البحث والمنظمات غير الحكومية (NGO)، وبعد ذلك تم تبنيه من خلال مجموعة من منظمات القطاع العام في المملكة المتحدة والدول الأخرى، بالإضافة إلى شركات القطاع الخاص.
وفي عام 2004، تم استخدامه من قبل بي بي سي على اعتبار أنه حجر الزاوية في بيانها فيما يتعلق بتجديد ميثاقها.
في عام 2006، افتتحت شركة أكسنتور (Accenture) معهدًا لقيمة الخدمات العامة، من أجل استكشاف كيفية خلق القيمة العامة في المنظمات الحكومية.
في عام 2006، قام مركز التقنيات في الحكومة (CTG) بالشراكة مع شركة ساب إيه جي (SAP AG)، بإجراء بحث حول موضوع القيمة العامة في سياق الاستثمارات الحكومية في تقنية المعلومات (IT). وقد أدت نتائج هذا البحث إلى اكتشاف أن قدرة الحكومات على إدراك القيمة الكاملة لاستثمارات تقنيات المعلومات لا يمكن قياسها بشكل كامل فيما يتعلق بالنتائج المالية. وبشكل أكثر تخصيصًا، فإن الحكومات الأمريكية والدولية الخمسة التي تمت دراستها بحثت عن القيمة الكاملة لاستثمارات تقنية المعلومات الحكومية في إطار كل من القيمة الداخلية للعمليات الحكومية والعائدات السياسية والاجتماعية الأوسع نطاقًا للعامة بشكل موسع.
ومن وجهة النظر تلك، هناك مصدران للقيمة العامة: 1. القيمة التي تنجم عن تحسين الحكومة ذاتها كأصل من أصول المجتمع، و2. القيمة التي تنجم عن توفير امتيازات خاصة بشكل مباشر للأفراد أو المجموعات.
وفي أكتوبر من عام 2008، قامت مؤسسة العمل التي تتخذ من بريطانيا مقرًا لها  بنشر «القيمة العامة: الخطوات التالية في إصلاح الخدمة العامة» .
وتستخدم وكالة التوظيف الفيدرالية الألمانية مفهوم القيمة العامة من أجل إدراك مساهمتها في المجتمع، والتي تتجاوز مجرد إتمام المهام بشكل أفضل وجعل هذا المفهوم مقياسًا معتمدًا للقرارات الإدارية. وقد أظهرت دراسة تجريبية أن من بين القيم المحددة لهذه المنظمة ما نراه في مساهمتها في تحقيق السلام الاجتماعي في ألمانيا.
كما تعتمد شركات القطاع الخاص على القيمة العامة عندما ترغب في الحصول على ترخيص للاستفادة من تداعيات الإستراتيجيات والمشروعات الجديدة واستيعابها، وذلك فيما يتعلق بخلق / تدمير القيمة العامة. ويمكن أن يتم إجراء مثل تلك التحليلات باستخدام بطاقة تسجيل نقاط القيمة العامة كما يقترح تيمو مينهاردت وبيتر جوميز.

## وصلات خارجية
- Accenture Institute for Public Service Value http://www.accenture.com/publicservicevalue
- Kate Oakley, Richard Naylor and David Lee (2006), Giving them what they want: the construction of the public in 'public value', paper presented at "Media and Social Change" conference organised by the ESRC Centre for Research on Socio-Cultural Change, September 2006.
- The Work Foundation, November (2006), Horner, L. Lekhi, R and Blaug, R. (2006) Deliberative Democracy and the role of public managers
- James Crabtree, New Statesman, 27 September 2004, "The revolution that started in a library"
- بي بي سي، June 2004, Building Public Value - BBC report on renewal of its charter
- Barry Bozeman (2002), "Public-Value Failure: When Efficient Markets May Not Do"[وصلة مكسورة], Public Administration Review 62(2), March/April 2002
- Mark Moore's Harvard profile

DEMOS - The Public Value of Science (2005) 
DEMOS - Capturing Cultural Value (2005) 
Prime Minister's Strategy Unit (2002) - Creating Public Value 
- The Center for Technology in Government http://www.ctg.albany.edu
- SAP http://www.sap.com/industries/publicsector/roi.epx
- Bibliography on Public Value (English and German Literature)